# Antonio Caño Barranco
Antonio Caño Barranco (Martos, 30 de març de 1957) és un periodista espanyol, director del diari El País entre el 4 de maig de 2014 i el juny de 2018. Ha estat corresponsal del mateix diari als Estats Units.

## Biografia
Antonio Caño, nascut el 1957 a Martos (Jaén), és llicenciat en periodisme per la Universitat Complutense de Madrid. Està casat i té tres fills.
Entre 1980 i 1982 va treballar com a redactor de l'agència oficial Efe. Des de 1982 i durant més de 32 anys, ha estat redactor del diari El País, en el qual ha ocupat diverses responsabilitats. Ha estat corresponsal a Mèxic i Amèrica Llatina. A més, ha exercit els càrrecs de redactor cap d'internacional i sotsdirector responsable de l'edició dominical. Durant algun temps va estar al capdavant de la secció d'investigació i anàlisi.
Corresponsal del diari a Washington DC des de 2004, va engegar l'edició Amèrica d'El País. El novembre de 2013 el diari va ampliar la seva presència a Llatinoamèrica amb la inauguració d'una edició pròpia a Brasil, amb redacció a São Paulo.
El 16 de febrer de 2014 es filtra un informe elaborat per ell mateix en el qual exposa els problemes del rotatiu. El 18 de febrer de 2014, Juan Luis Cebrián, president d'Ediciones El País, anuncia davant la redacció que Antonio Caño serà el nou director a partir del mes de maig.
El 26 de febrer de 2014 el consell d'administració comunica el nomenament d'Antonio Caño com a director d'El País.
Anteriorment, la proposta va ser aprovada per estret marge per la redacció del rotatiu.
El diari ha apostat per les edicions d'Amèrica i Brasil, a més de prendre's seriosament la comunitat hispana dels Estats Units.

## Controvèrsies
El febrer de 2014, abans del seu nomenament, va ser criticat per alguns mitjans per “les seves idees obertament dretanes i el seu alineament incondicional amb l'empresa durant el conflicte de l'ERO de novembre de 2012”. El politòleg i sociòleg Vicenç Navarro també el va acusar de dretà.
El setembre de 2015 es va publicar que Antonio Caño impedia a la plantilla del diari El País votar sobre la gestió del director, amb relació a quatre acomiadaments de periodistes. Alguns mitjans informaven sobre la petició del cessament d'Antonio Caño per part d'alguns sectors de la redacció.
L'octubre de 2015, en una conferència en el Fòrum de la Nova Comunicació, amb Juan Luis Cebrián, va afirmar que no li agradava parlar de política.

## Premis i reconeixements
- 1989. Premio Ull Crític de RNE.[13]
- 2011. Medalla al Mèrit Civil.[13]